# Jennifer Skogerboe
Jennifer Lynn Skogerboe (Yokosuka, Japan, 8 juni 1992) is een voetbalspeelster uit de Verenigde Staten van Amerika.
Skogerboe speelde van 2010 tot 2013 voor het universiteitsteam van de Universiteit van Connecticut.
In 2016 tekende Skogerboe een contract bij Portland Thorns FC, maar kwam daar nauwelijks aan spelen toe. Aan het eind van het seizoen werd haar contract niet verlengd, en vertrok Skogerboe naar de Zuid-Koreaanse competitie om voor Suwon FMC te gaan spelen.

## Statistieken
| Seizoen | Club               | Land   | Competitie | Wedstrijden | Doelpunten |
| ------- | ------------------ | ------ | ---------- | ----------- | ---------- |
| 2014    | Washington Spirit  | USA    | NWSL       | 3           | 0          |
| 2015    | Washington Spirit  | USA    | NWSL       | 1           | 0          |
| 2016    | Portland Thorns FC | USA    | NWSL       | 1           | 0          |
| Totaal  | Totaal             | Totaal | Totaal     | --          | --         |

Laatste update: mei 2021

## Privé
Skogerboe's vader was een kapitein bij de marine, en Skogerboe woonde in meerdere plaatsen. Ze werd geboren in Japan, en woonde in Singapore, Seattle en Washington D.C.